# Sander-illusie

Sander-illusie

De Sander-illusie of Sanders parallellogram is een optische illusie die in 1926 werd beschreven door de Duitse psycholoog Friedrich Sander (1889-1971). Dezelfde figuur werd al in 1922 door Matthew Luckiesh beschreven in zijn boek: Visual Illusions; Their Causes, Characteristics and Applications.
De figuur toont twee parallellogrammen met elk een ingetekende diagonaal vanuit hetzelfde hoekpunt. 
De twee diagonalen zijn even lang, maar de illusie wordt gewekt dat de links getoonde diagonaal veel langer is dan de rechtse.
Een mogelijke verklaring is, dat de grijs getekende lijnen van de parallellogrammen perspectief en diepte suggereren, zodat de twee diagonalen in dat perspectief worden gezien waardoor een verschillende lengte wordt "waargenomen". Het effect blijkt het sterkst als de figuur wordt teruggebracht tot de drie evenwijdige lijnstukken.